# Louis Bayard
 (décembre 2013).
Si vous disposez d'ouvrages ou d'articles de référence ou si vous connaissez des sites web de qualité traitant du thème abordé ici, merci de compléter l'article en donnant les références utiles à sa vérifiabilité et en les liant à la section « Notes et références ».
Pour les articles homonymes, voir Bayard.
Louis Bayard, né le 30 novembre 1963 à Albuquerque, au Nouveau-Mexique, est un écrivain américain, auteur de plusieurs romans historiques et romans policiers historiques.

## Biographie
Diplômé de l’université de Princeton et titulaire d’une maitrise en journalisme de l'université Northwestern, Bayard enseigne la création littéraire à l’université George Washington. 
Il est également journaliste pour de nombreux journaux, dont le New York Times et le Washington Post.
Il est mieux connu pour avoir signé des romans policiers historiques qui mettent en scène des personnages fictifs ou réels du passé, comme Edgar Allan Poe dans Un œil bleu pâle (The Pale Blue Eye. 2006) ou Eugène François Vidocq dans La Tour noire (The Black Tower, 2008).

## Œuvre

### Romans
- Fool's Errand (1999)
- Endangered Species (2001) Publié en français sous le titre Espèces en danger, traduit par Christine Barbaste, Paris, 10/18, coll. « Domaine étranger » no 3756, 2005  (ISBN 2-264-04005-X)
- Mr. Timothy (2003), roman policier historique qui reprend des personnages de Un chant de Noël de Charles Dickens dans le Londres du XIXe siècle Publié en français sous le titre L’Héritage Dickens, traduit par Jean-Luc Piningre, Paris, Le Cherche midi, coll. « Thrillers », 2011, 388 p. (ISBN 978-2-7491-1559-7) ; réédition, Paris, Pocket, no 15798, 2014  (ISBN 978-2-266-24546-3)
- The Pale Blue Eye (2006), roman policier historique ayant pour héros le jeune Edgar Allan Poe en cadet de la marine multiplie les investigations à West Point en 1830 Publié en français sous le titre Un œil bleu pâle, traduit par Jean-Luc Piningre, Paris, Le Cherche midi, coll. « NéO », 2007, 522 p. (ISBN 978-2-7491-0904-6) ; réédition, Paris, Pocket, no 13666, 2010  (ISBN 978-2-266-18226-3)
- The Black Tower (2008), roman policier historique où Eugène François Vidocq enquête dans le Paris de 1818 Publié en français sous le titre La Tour noire, traduit par Jean-Luc Piningre, Paris, Le Cherche midi, 2010, coll. « Ailleurs », 402 p. (ISBN 978-2-7491-1323-4) ; réédition, Paris, Pocket, no 13877, 2011  (ISBN 978-2-266-18890-6)
- The School of Night (2010) Publié en français sous le titre À l’école de la nuit, traduit par Pierre Szczeciner, Paris, Le Cherche midi, coll. « Roman », 2013, 505 p. (ISBN 978-2-7491-1876-5)
- Roosevelt's Beast (2014)
- Lucky Strikes (2016)

## Prix et distinctions

### Nominations
- Prix Dagger Ellis Peters 2006 du meilleur roman historique pour The Pale Blue Eye[1]
- Prix Edgar-Allan-Poe 2007 du meilleur roman[2]

## Adaptation cinématographique
- 2022 : The Pale Blue Eye de Scott Cooper, d'après son roman du même nom